# Poporo

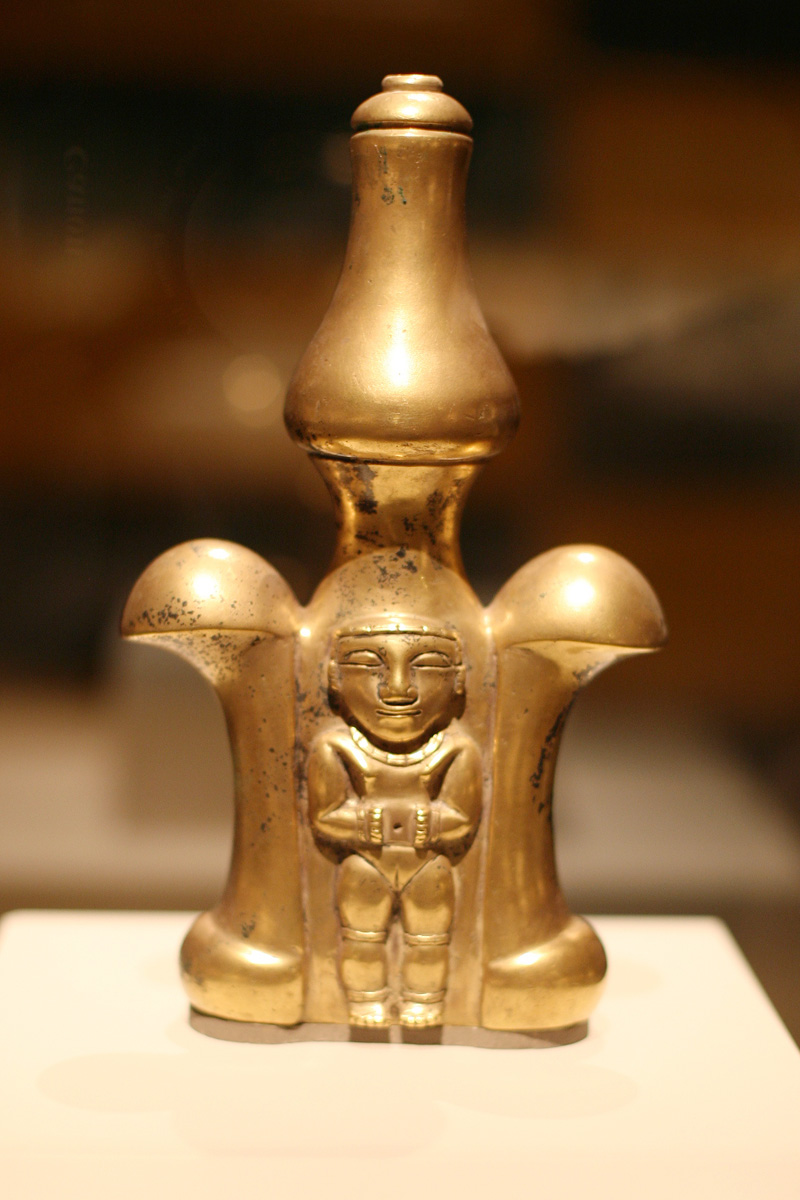
Een gouden poporo van de Quimbaya cultuur. (1ste - 7e eeuw)

Een  poporo is een houder voor kalk, gebruikt door inheemse culturen van het moderne en het precolumbiaanse Zuid-Amerika. De poporo bestaat uit twee delen: de container en het deksel met een naald. De naald wordt gebruikt om kalk in de mond te brengen terwijl men cocabladeren kauwt. Omdat het kauwen van coca een heilig ritueel is voor de inheemse bevolking, worden aan de poporo's mystieke krachten en sociale status toegekend.
In Colombia worden poporo's in archeologische sites van  onder anderen de Chibcha, Muisca en Quimbaya culturen gevonden. In de vroege periode werden ze meestal van klei of natuursteen gemaakt. In de klassieke periode was goud en tumbaga gebruikelijk.  Vandaag de dag gebruikt de inheemse bevolking van de Sierra Nevada de Santa Marta poporo's die gemaakt zijn van de gedroogde vruchten van de pompoen of boomkalebas.

## Poporo Quimbaya

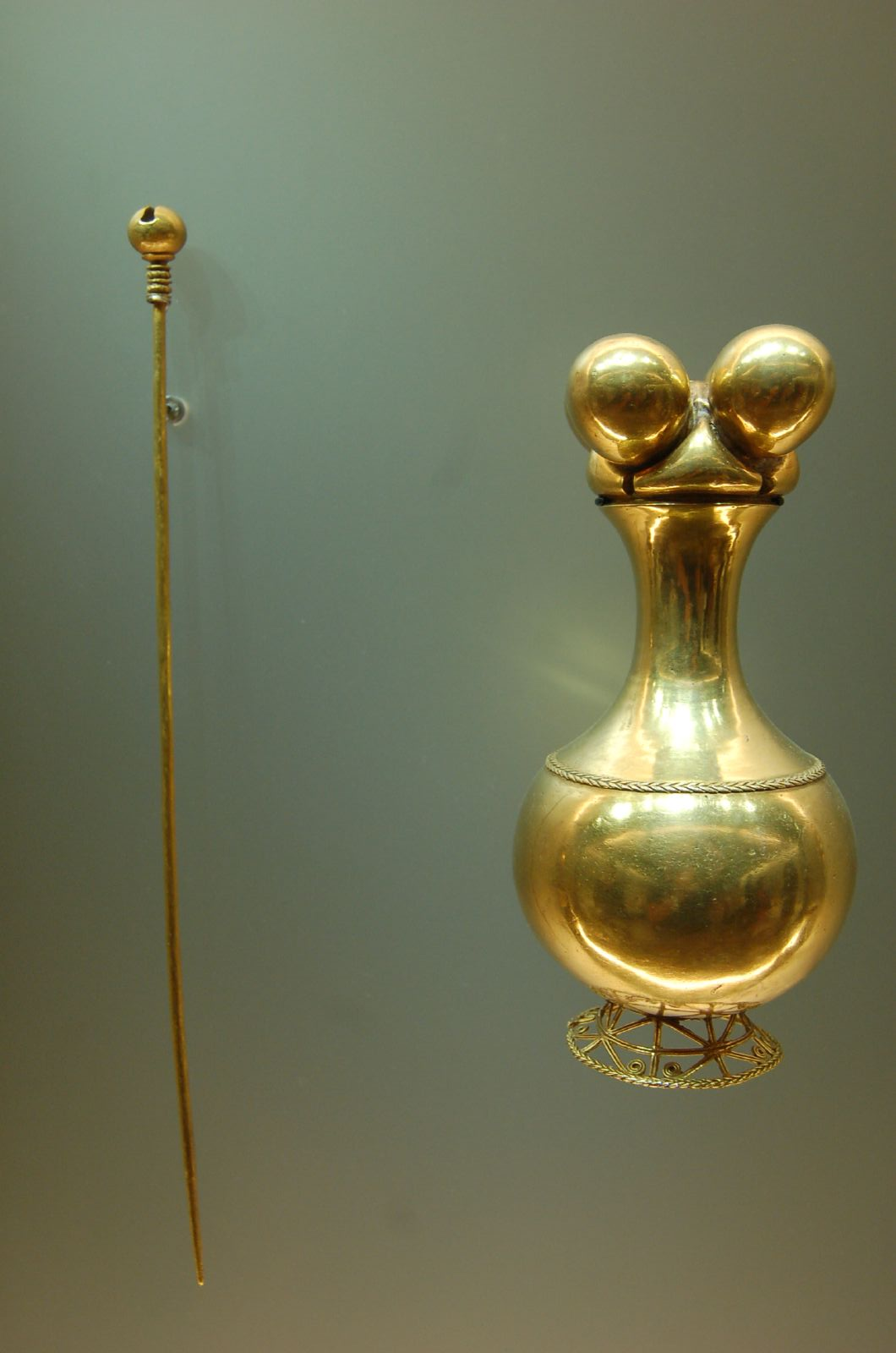
De Poporo Quimbaya, goud, toegekend aan de precolumbiaanse Quimbaya cultuur in het Andesgebied van het huidige Colombia, ca. 300 onze jaartelling

Een zeer bekende poporo, de Poporo Quimbaya, is een precolumbiaans kunstvoorwerp uit de klassieke quimbaya periode. Het is tegenwoordig tentoongesteld in het Museo del Oro in Bogotá. Het werd rond 300 van onze jaartelling gemaakt met de verlorenwasmethode. Aangenomen wordt dat het kunstvoorwerp in de vroege jaren 30 werd gestolen uit een grafkamer van Loma del Pajarito nabij Yarumal in het departement Antioquia. Grafroof was in die tijd gebruikelijk. De jacht op goud ging vaak ten koste van andere belangrijke archeologische overblijfselen.
In een poging om het voor verdwijning te behoeden, kocht de Banco de la República de poporo in 1939. Dat was het begin van een grootschaliger project tot het behoud van precolumbiaanse edelsmeedkunst. Hieruit ontstond het Museo del Oro (Goud Museum).
The Poporo Quimbaya is een uitzonderlijk stuk van tumbaga, met minimalistische lijnen die het een modern uiterlijk geven. Het is een van de bekendste precolumbiaanse kunstwerken, en vaak gebruikt als symbool van de inheemse precolumbiaanse cultuur. Het wordt als nationaal symbool afgebeeld op Colombiaans munten en bankbiljetten.